# シナイ山

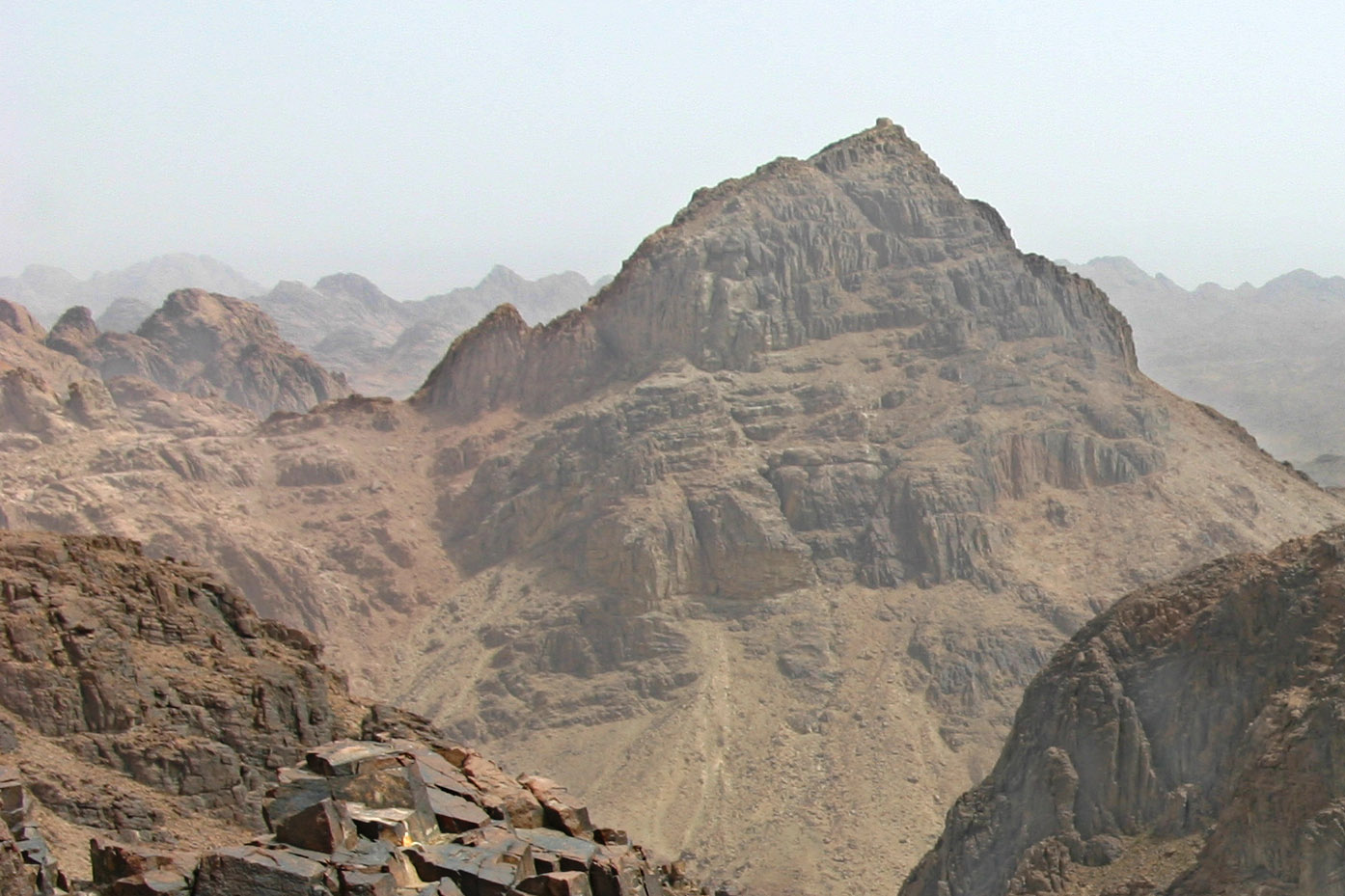
シナイ山を南西から見る。同国の最高峰カテリーナ山の中腹から撮影。

シナイ山（シナイざん、シナイさん、ヘブライ語：הר סיני Hár Sinái、アラビア語：جبل موسى Jabal Mūsā、英語：Mount Sinai）は、シナイ半島にあるモーセが神から十戒を授かったとされる場所。ホレブ山とも呼ばれる。

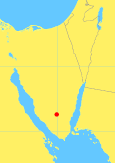
シナイ山（ジェベル・ムーサー）の位置

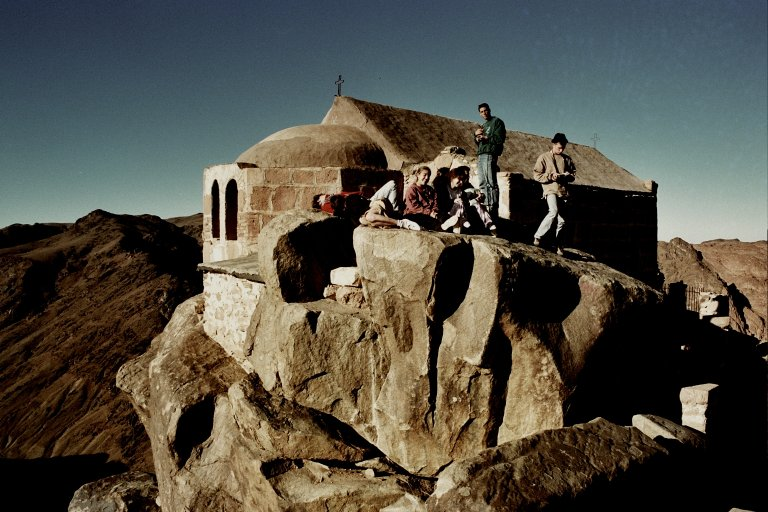
シナイ山（ジェベル・ムーサー）山頂にあるギリシャ正教のチャペル

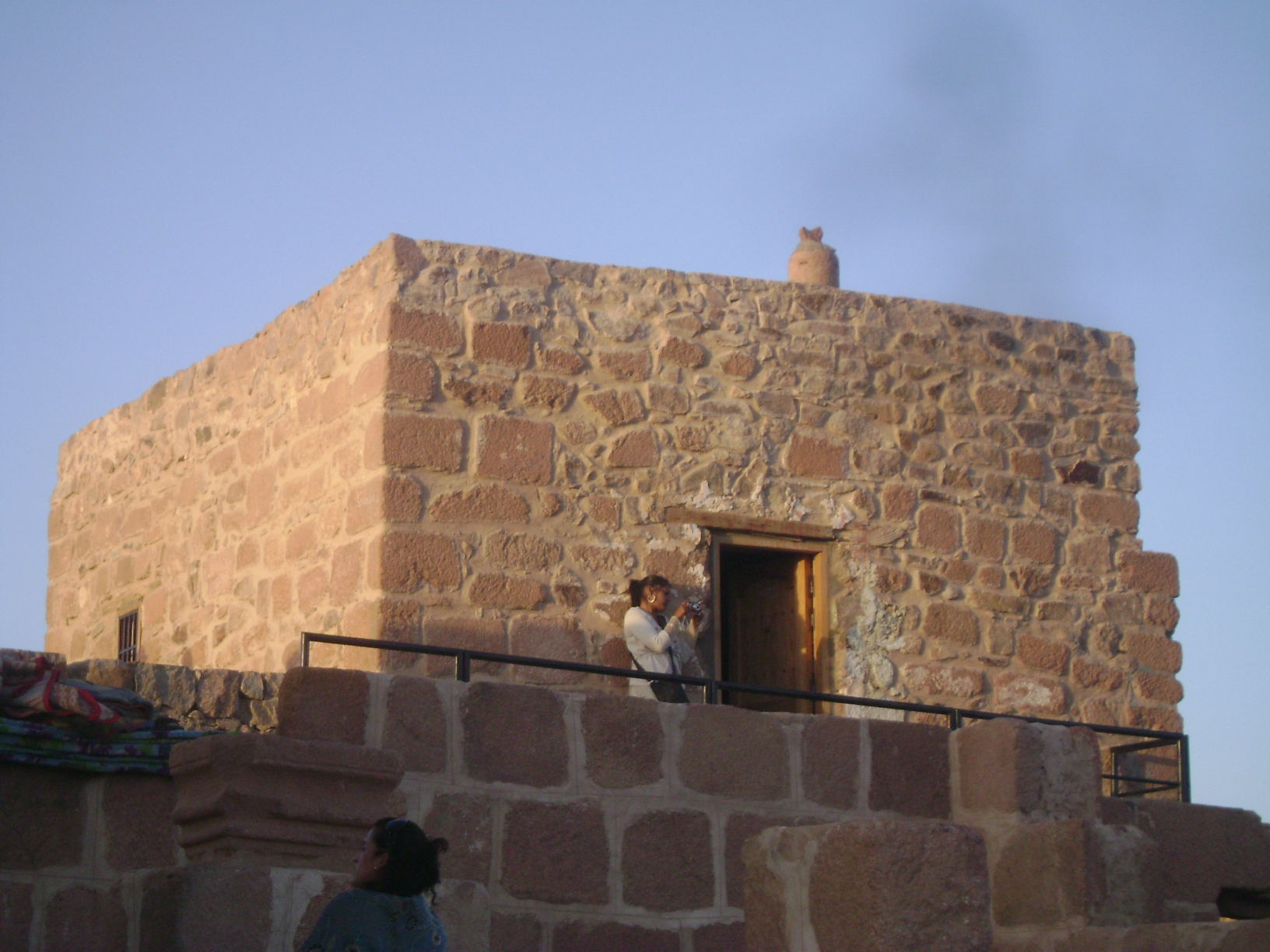
シナイ山（ジェベル・ムーサー）山頂にあるモスク

聖書のシナイ山の正確な場所は定かではないが、アラブ人がジェベル・ムーサーあるいはムーサー山（Jabal Mūsā、アラビア語で「モーセ山」の意）と呼ぶシナイ半島南部の山（標高2,285m）に古くから比定され、アブラハムの宗教によって神聖視されている。ジェベル・ムーサーにはモーセに関わる伝承を持つ泉や岩が数多く存在し、土地の人々の信仰の対象となっている。3世紀には聖カタリナ修道院が建設された。
一方、ジェベル・ムーサー近辺には聖書の描写に合致するような広大な平原が存在しないこと、エジプトからパレスチナへの通り道としては南すぎる、などの理由から、近年、一部の聖書学者たちは、その北側のラス・サフサファ（Ras Safsafeh / Sufsafeh）をシナイ山と同定している。
他方、ロン・ワイアットは、ミデヤンの地をアラビア半島北西部とし、シナイ山（ホレブ山）を、同地のラウズ山（Jabal Al-Lawz ヤベル・エル-ローズ 標高2,580m）に比定している。エジプト第1王朝以来、シナイ半島はエジプト王国の領域であり、出エジプトというからにはシナイ半島を出なければならず、モーセが割って渡った海も、紅海ではなくアカバ湾（の浅い部分）であったとしている。アカバ湾を渡れば、目指すミデヤンの地もラウズ山もすぐである。

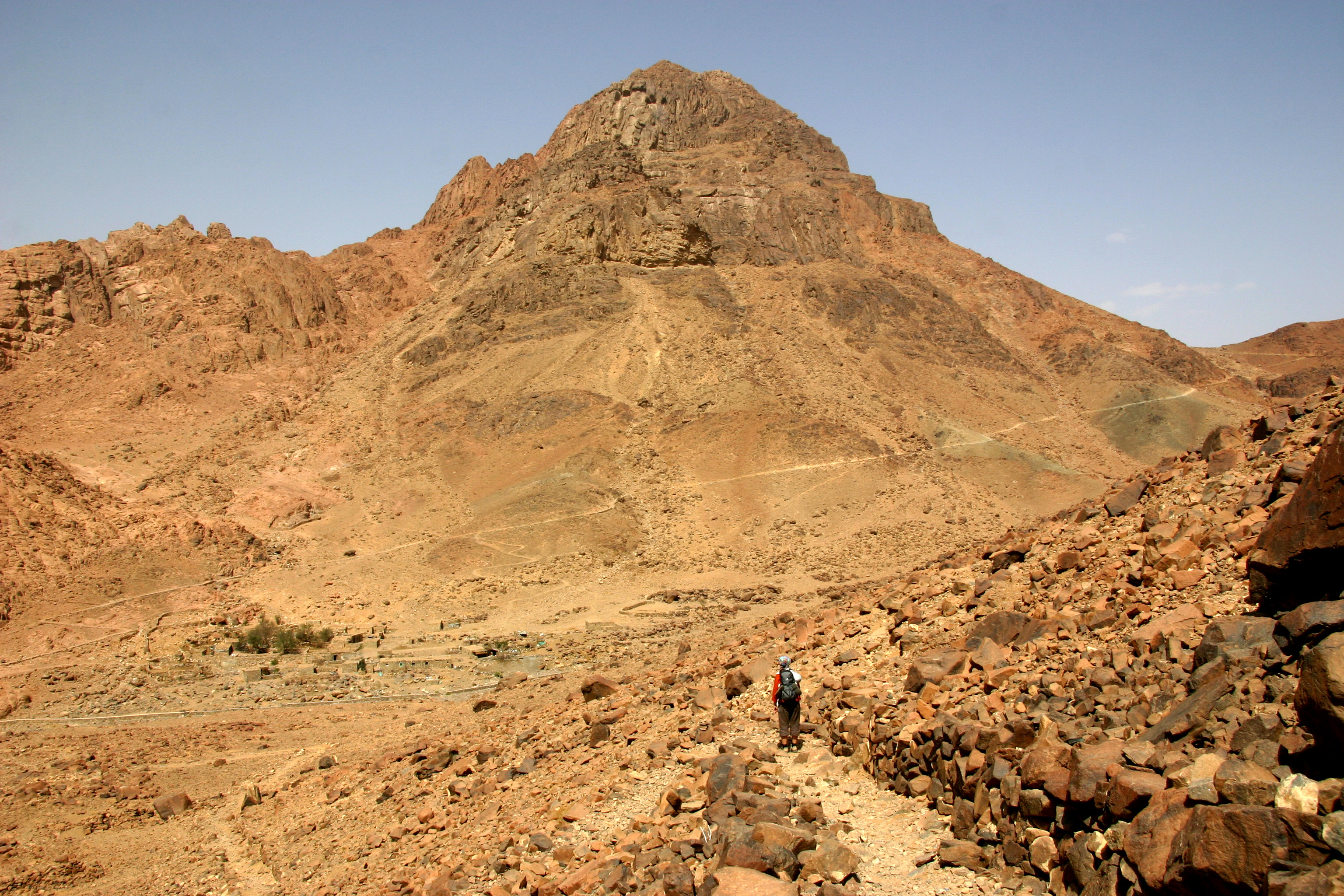
南西麓から見たシナイ山
シナイ山を東北東麓から見る。主要登山道から撮影。
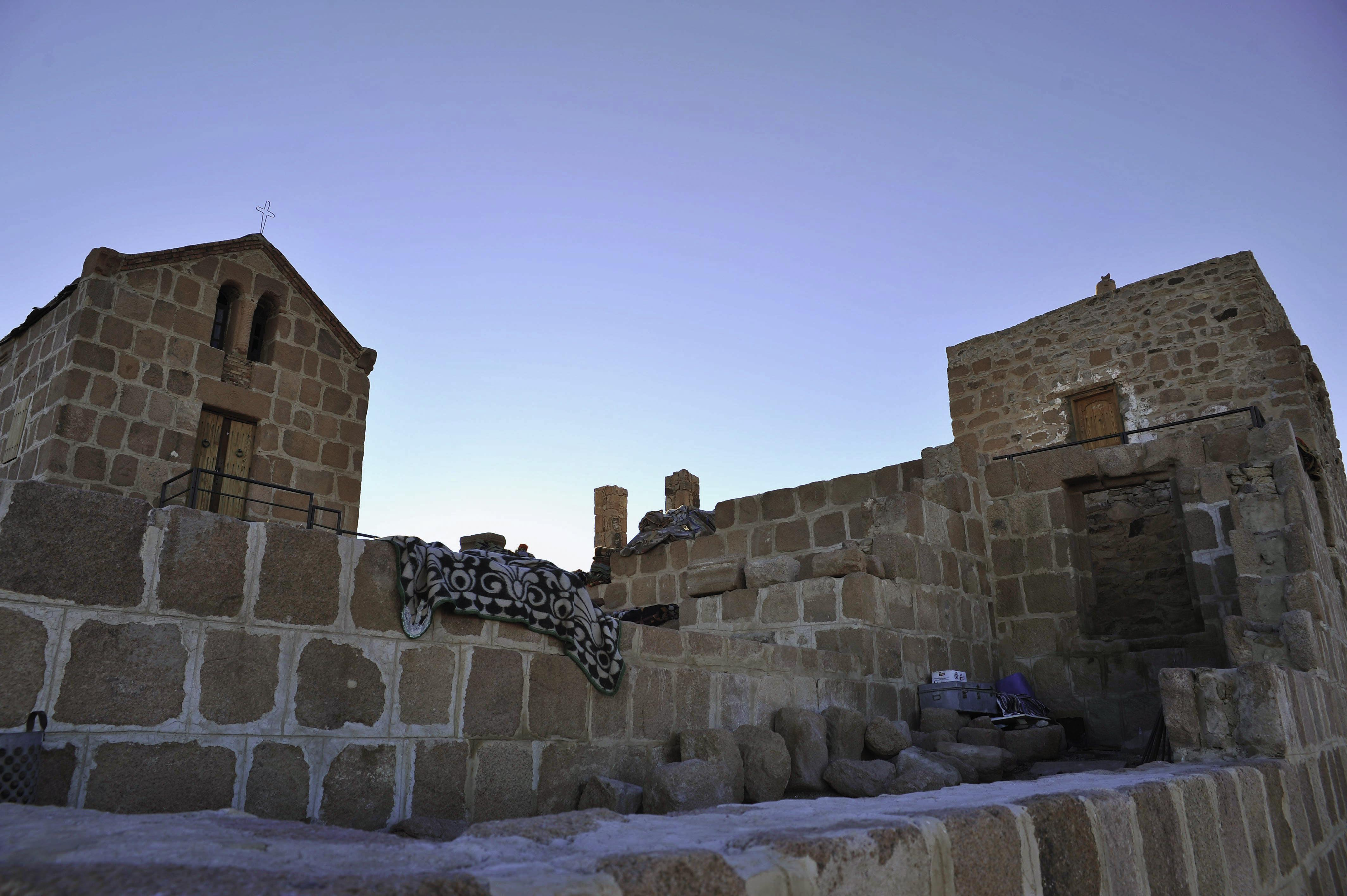
チャペルとモスク